# Тартаковский, Григорий Борисович
Григо́рий Бори́сович Тартако́вский (1913, Житомир — 2 августа 1943, Краснодарский край) — старшина Рабоче-Крестьянской Красной Армии, участник Великой Отечественной войны, повторивший подвиг Александра Матросова.

## Биография
Григорий Борисович Тартаковский родился в 1913 году в городе Житомире.
26 июня 1941 года Тартаковский был призван на службу в Рабоче-Крестьянскую Красную Армию военным комиссариатом района имени 26-ти Бакинских комиссаров города Тбилиси Грузинской ССР (по другим данным, Киевским городским военным комиссариатом Украинской ССР) и направлен на фронт Великой Отечественной войны. Воевал на Южном, Закавказском и Северо-Кавказском фронтах, в боях два раза был ранен.
К лету 1943 года воевал в должности старшины 8-й стрелковой роты 871-го стрелкового полка 276-й стрелковой дивизии. Многократно, рискуя собственной жизнью, под вражескими обстрелами доставлял на передовую боеприпасы и продовольствие.
Особенно отличился во время освобождения Краснодарского края. 2 августа 1943 года при проведении разведки боем на левом берегу реки Кубань Тартаковский обнаружил вражеский дзот, мешавший продвижению вперёд всей роты, и закрыл своим телом его амбразуру. Ценой своей жизни он обеспечил успех всего подразделения. Был похоронен на хуторе Закатай Варениковского (ныне — Крымского) района Краснодарского края.

## Награды
- Приказом войскам 8-й армии № 0188/н от 8 октября 1943 года «за образцовое выполнение боевых заданий командования на фронте борьбы с немецкими захватчиками и проявленные при этом доблесть и мужество» старшина Григорий Борисович Тартаковский посмертно был награждён орденом Отечественной войны 1-й степени;
- Медаль «За отвагу» (5 июня 1943 года).

1. Наградной лист в электронном банке документов «Подвиг народа» (архивные материалы ЦАМО. Ф. 33. Оп. 686044. Д. 1770).
2. ↑Наградной лист в электронном банке документов «Подвиг народа» (архивные материалы ЦАМО. Ф. 33. Оп. 686044. Д. 1483).
3. ↑Донесение о безвозвратных потерях в электронном банке документов «Память народа» (архивные материалы ЦАМО).